# Mesocapromys melanurus
Mesocapromys melanurus is een zoogdier uit de familie van de stekelratten (Echimyidae). De wetenschappelijke naam van de soort werd voor het eerst geldig gepubliceerd door Poey in 1865.

## Voorkomen
De soort komt voor in Cuba.